# Are You Going to See the Rose in the Vase, or the Dust on the Table
«Are You Going to See the Rose in the Vase, or the Dust on the Table» — песня американского хип-хоп-дуэта Suicideboys, выпущенная 19 апреля 2024 года в качестве второго сингла с их четвёртого студийного альбома New World Depression (2024).

## Композиция
В песне используется трэп-музыка с колокольчиками и тяжёлым басом, а текст рассказывает об употреблении наркотиков, одиночестве и о том, что никто не предложит поддержку.

## Чарты
| Чарт (2024)                                    | Высшая позиция |
| ---------------------------------------------- | -------------- |
| Новая Зеландия Hot Singles (RMNZ)              | 8              |
| США (Billboard Bubbling Under Hot 100 Singles) | 6              |
| США (Billboard Hot R&B/Hip-Hop Songs)          | 33             |